# Carphania fluviatilis
Carphania fluviatilis är en djurart som tillhör fylumet trögkrypare, och som beskrevs av Maria Grazia Binda 1979. Carphania fluviatilis ingår i släktet Carphania och familjen Carphaniidae. Inga underarter finns listade i Catalogue of Life.